# Psychology Gone Wrong
Psychology Gone Wrong : The Dark Sides of Science and Therapy est un ouvrage paru en 2015 écrit par Tomasz Witkowski et Maciej Zatonski. Il couvre les erreurs, les fraudes et les abus de la psychologie académique, de la psychothérapie et du psycho-business. 
Dans cet ouvrage, les auteurs passent en revue l'histoire des recherches frauduleuses et des pratiques de recherche douteuses ; la propension de nombreux psychologues à adopter des idées et des pratiques pseudo-scientifiques (psychanalyse, thérapie de la mémoire retrouvée, tests projectifs, programmation neuro-linguistique (PNL), etc.), les affirmations exagérées quant à l'efficacité des interventions psychologiques, etc. Dans chaque cas, les auteurs étayent leur thèse par de nombreuses références.

## Plan du livre
La première partie de l'ouvrage, chapitres 1 à 7, vise à démontrer et à analyser les failles de la psychologie académique et son impact sur la réalité. La deuxième partie, chapitres 8 à 15, présente les concepts pseudo-scientifiques en psychothérapie. La troisième partie, chapitres 16 à 19, examine les problèmes du psycho-business.

### Partie I
Les auteurs décrivent comment des désastres de contrôle social, comme les stérilisations forcées et l'application aveugle de tests douteux de QI, ont été provoqués par des psychologues qui se sont appuyés sur leur propre raisonnement erroné plutôt que sur des preuves empiriques issues d'études scientifiques. Ils relatent des histoires de chercheurs qui ont menti, plagié, déformé, falsifié, voire fabriqué des données, et qui se sont tirés d'affaire en commettant des fraudes flagrantes à maintes reprises. Dans certains cas, des études frauduleuses ont été acceptées comme parole d'évangile et sont devenues la base de traitements malavisés. 
Les auteurs plaident en faveur de la transparence de la recherche et montrent combien il est difficile pour d'autres d'obtenir les données brutes des études, même lorsque les chercheurs se disent disposés à les fournir. Ils proposent des solutions pour accroître la transparence et promouvoir le partage des données. Ils abordent les problèmes liés à l'évaluation par les pairs, à la politique éditoriale, à la mauvaise conception des recherches, à la non-publication d'études négatives et à l'incapacité de reproduire des études positives. Ils montrent comment ces problèmes ont créé une situation où les théories psychologiques sont pratiquement indémontrables. Ils montrent également comment les résultats des études peuvent être déformés et modifiés lors de la réécriture. À la fin de cette partie, ils découvrent des problèmes de contrôle social dans la communauté scientifique.

### Partie II
Dans les chapitres suivants, les auteurs analysent plusieurs concepts pseudo-scientifiques en psychothérapie. Le premier est consacré à la psychanalyse. Des recherches ont montré que Sigmund Freud a falsifié ou fabriqué les détails de la plupart des cas qu'il a utilisés pour élaborer sa théorie. Son approche n'était pas scientifique. Il n'a jamais testé ses idées par des expériences susceptibles de fausser ses croyances, et il a ignoré les faits qui les contredisaient. Nombre de ses idées prétendument originales provenaient d'autres auteurs. Testée, la psychanalyse s'est révélée moins efficace qu'un placebo. Ses théories ont été réfutées. Pourtant, elle persiste dans l'opinion publique comme l'un des principaux canons de la pratique de la psychologie. Dans le chapitre suivant, Witkowski et Zatonski fournissent de nombreuses preuves pour démystifier ces mythes sur les expériences de l'enfance :
- La personnalité se forme à partir des expériences de la petite enfance ;
- Les troubles mentaux sont causés par des expériences vécues dans la petite enfance ;
- Une psychothérapie efficace dépend de la reconstruction des expériences de l'enfance.

Dans le chapitre 10, les auteurs montrent comment l'exploration des souvenirs d'enfance cause de graves problèmes et conduit à de terribles abus, comme le mouvement de la mémoire retrouvée. L'idée de souvenirs refoulés et retrouvés est présentée comme une invention créative des thérapeutes. Les patients sont facilement dupés, car elle leur fournit un bouc émissaire pratique pour expliquer leurs problèmes et les décharge de la responsabilité de leur incapacité à faire face à la vie. Les psychologues universitaires portent une grande part de responsabilité dans leur incapacité à soumettre les tendances populaires à une vérification empirique et à dénoncer les fausses théories. Le chapitre 11 présente une perspective inhabituelle sur la psychothérapie. Les interventions psychothérapeutiques en général ont été remarquablement infructueuses. Une seule des nombreuses formes de psychothérapie est étayée par des preuves acceptables : la thérapie cognitivo-comportementale. Il n'existe aucune corrélation entre la formation ou l'expérience d'un thérapeute et les résultats pour les patients. Les amateurs obtiennent des résultats équivalents. Les bienfaits de la psychothérapie ne sont peut-être pas supérieurs à ceux d'une conversation avec un ami ; en un sens, les psychothérapeutes sont payés pour se comporter en amis, ce qui pourrait être considéré comme une forme de prostitution. 
Le chapitre 12 traite des méfaits de la thérapie. Celle-ci peut être réellement néfaste et mener au suicide. Elle encourage la dépendance, un faux optimisme et une externalisation des responsabilités. Aucune étude sur les AA n'a jamais démontré leur supériorité sur toute autre approche pour traiter l'abus d'alcool, et les patients non traités obtiennent même des résultats similaires, voire meilleurs. Au chapitre 13, les auteurs se demandent : « quelles sont les alternatives à la psychothérapie ? » « Peut-on remplacer la psychothérapie par autre chose ? » «  Un nouveau paradigme « salutogène » peut-il remplacer le paradigme pathogène en se concentrant sur la résilience humaine et les capacités d'adaptation ? » La santé mentale se caractérise par l'engagement (un sentiment d'utilité), par la conviction d'avoir un certain contrôle sur sa vie et par la compréhension que le changement, et non la stabilité, est un élément naturel de la réalité. La robustesse est en grande partie génétique, mais peut se développer par l'exposition au stress.

### Partie III
Les auteurs consacrent le chapitre 16 à illustrer le fonctionnement du psycho-business. Le chapitre suivant est entièrement consacré à la programmation neuro-linguistique (PNL), montrant son développement et son essor, comment la littérature scientifique a servi de support à un business pseudo-scientifique, comment elle infiltre le monde universitaire et comment la communauté scientifique n'a pas réussi à la dénoncer. Au chapitre 19, l'un des auteurs décrit comment il a perpétré un canular psychologique de type Sokal. Il a fait publier un faux article sur une nouvelle thérapie qu'il avait inventée, basée sur le concept pseudo-scientifique de « champs morphogénétiques » de Rupert Sheldrake. Il montre avec quelle facilité il aurait pu commercialiser sa nouvelle thérapie et s'enrichir aux dépens des patients. Dans le chapitre de conclusion, les auteurs décrivent les stratégies employées par les scientifiques face à la pseudoscience.

## Accueil
Dans ses critiques pour Science-Based Medicine et le Skeptical Inquirer, Harriet Hall donne son avis sur le livre. Elle conclut que « c'est un ouvrage bien référencé et argumenté, qui regorge d'informations sur l'état actuel de la psychologie. Il expose de nombreux points négatifs qui intéresseront tout lecteur. Je suis d'accord avec James Alcock, professeur de psychologie à l'Université York, dont le quatrième de couverture indique que ce livre devrait être une lecture obligatoire pour tout psychologue, étudiant en psychologie et quiconque envisage une psychothérapie,. »
Michael Heap, rédacteur en chef du Skeptical Intelligencer, déclare dans sa critique que « pour les psychologues professionnels, les étudiants et toute personne ayant besoin d'une connaissance pratique de la psychologie académique et appliquée (ce qui inclut tous les sceptiques), c'est un livre important et je le recommande vivement. »
Rouven Schäfer, dans sa critique du livre paru dans le Skeptiker, écrit : « Certes, mais factuellement, les auteurs attaquent en justice certains développements en psychologie. Leur souci est de faire le ménage dans la science psychologique. Ainsi, ce livre est aussi une déclaration d'amour à la science. Il enrichit l'offre du marché du livre sceptique et, même s'il ne présente pas toujours de solutions, il contribue à sensibiliser le lecteur aux erreurs et aux développements indésirables. »
Un article de la Revue québécoise de psychologie (Érudit) présente l’ouvrage comme « une brique importante » dans la critique de la psychologie contemporaine et le félicite pour sa rigueur scientifique, son ampleur documentaire et son indépendance face aux dogmes traditionnels, notamment la psychanalyse.
Dans un entretien, L’Express valorise le travail des auteurs comme une défense de l’approche rationnelle en psychologie, les présentant comme des « pourfendeurs des pseudosciences ».